# JNN8時のニュース
『JNN8時のニュース』（ジェイエヌエヌ はちじのニュース）は、1983年4月4日から1990年9月28日まで放送された、JNN・TBS系列で放送された報道番組。通称「8時ニュース」。

## 概要
- 本番組は『JNNおはようニュース&スポーツ』と同じ1983年4月に放送が開始され、キャスターも兼務、オープニングテーマ曲もアレンジを変えただけのもののため、同番組の姉妹版ともいえる。
- 1985年4月1日からは『朝のホットライン』の枠拡大により第1部と第2部の中断番組として放送された（事実上サンドイッチ化）[注 1]。1987年4月からは『朝のホットライン（→HOTLINE→THE WAVE）』に吸収され『8時のニュース』として放送。その後、『ビッグモーニング』の開始でこの時間帯のニュースコーナーは8:10前後開始に変更され、呼称も『8時10分のニュース』[注 2]となり、これにより『8時のニュース』は1990年9月まで放送されていたことになる。
- 後半2項目はローカルニュースを放送していた（後継番組の『ビッグモーニング』以降、現在の『THE TIME,』ローカル枠なども同じ。ローカルニュースが放送出来ない地域は関東ローカルの内容かローカル天気予報のどちらかとなっていた）。
- 番組ロゴの字体は『8時だョ!全員集合』に酷似。

## オープニング
スタジオをバックに右から左へ8が電波のように作成。8が出来た後に左から右へ｢8時のニュース｣とタイトルが出来上がる。音楽はJNNおはようニュース&スポーツをアレンジした物を使用した。

## 放送時間
- 1983年4月4日 - 1990年9月28日 平日8:00 - 8:10（JST）
  - 前述の通り、1987年4月以降は平日朝ワイド番組の1コーナーとして、タイトルもJNNなしの『8時のニュース』として放送。

## ネットしていた局
系列は当時の系列。
| 放送対象地域  | 放送局         | 系列                   | 備考                                                         |
| ------------- | -------------- | ---------------------- | ------------------------------------------------------------ |
| 関東広域圏    | TBS            | TBS系列                | 制作局 現在：TBSテレビ                                       |
| 北海道        | 北海道放送     | TBS系列                |                                                              |
| 青森県        | 青森テレビ     | TBS系列                |                                                              |
| 岩手県        | 岩手放送       | TBS系列                | 現在：IBC岩手放送                                            |
| 宮城県        | 東北放送       | TBS系列                |                                                              |
| 秋田県        | 秋田放送       | 日本テレビ系列         | [ 注 3 ]                                                     |
| 福島県        | テレビユー福島 | TBS系列                | 1983年12月5日から （実際には1983年11月22日試験放送開始から） |
| 山梨県        | テレビ山梨     | TBS系列                |                                                              |
| 新潟県        | 新潟放送       | TBS系列                |                                                              |
| 長野県        | 信越放送       | TBS系列                |                                                              |
| 静岡県        | 静岡放送       | TBS系列                |                                                              |
| 石川県        | 北陸放送       | TBS系列                |                                                              |
| 中京広域圏    | 中部日本放送   | TBS系列                | 現在：CBCテレビ                                              |
| 近畿広域圏    | 毎日放送       | TBS系列                |                                                              |
| 島根県 鳥取県 | 山陰放送       | TBS系列                |                                                              |
| 岡山県 香川県 | 山陽放送       | TBS系列                | 現在：RSK山陽放送                                            |
| 広島県        | 中国放送       | TBS系列                |                                                              |
| 山口県        | テレビ山口     | TBS系列 フジテレビ系列 | [ 注 5 ]                                                     |
| 愛媛県        | 南海放送       | 日本テレビ系列         | [ 注 6 ]                                                     |
| 高知県        | テレビ高知     | TBS系列                |                                                              |
| 福岡県        | RKB毎日放送    | TBS系列                |                                                              |
| 長崎県        | 長崎放送       | TBS系列                |                                                              |
| 熊本県        | 熊本放送       | TBS系列                |                                                              |
| 大分県        | 大分放送       | TBS系列                |                                                              |
| 宮崎県        | 宮崎放送       | TBS系列                |                                                              |
| 鹿児島県      | 南日本放送     | TBS系列                |                                                              |
| 沖縄県        | 琉球放送       | TBS系列                |                                                              |

## 備考
- 1984年以降『マスターズゴルフ』や『全米オープンテニス』で休止になった場合は8:20から通常通り『JNNニュース』のタイトルで放送されていた[注 7]。